# Лапо Джани
Лапо Джани (на италиански: Lapo Gianni) е италиански поет.
Живее във Флоренция в края на XIII и началото на XIV век, като вероятно работи като нотариус. Близък с Данте Алигиери и Гуидо Кавалканти, той е активен участник в движението Долче стил нуово.
Лапо Джани умира след 1328 година.